# C&I
C&I este un grup de companii din România deținut de omul de afaceri Ion Comuși.   
Grupul deține companiile C&I Building  C&I Euroconstruct 
A deținut și rețeaua de agenții de turism C&I Lines International.